# Proswita
Proswita (ukrainisch Просвіта, wörtlich „Aufklärung“) ist eine 1868 in Lwiw gegründete ukrainische kulturelle Organisation. Sie spielte in der zweiten Hälfte des 19. Jahrhunderts eine große Rolle in der Entwicklung des ukrainischen Nationalbewusstseins. Zweigstellen der Organisation wurden auch über die Grenzen der Ukraine hinaus in Russland, Westeuropa und Amerika gegründet. Die Organisation wurde durch die sowjetischen Behörden aufgelöst. Ende der 1980er-Jahre wurde sie neu gegründet und besteht bis heute.

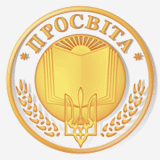
Logo

## Geschichte

### Gründung und Blütezeit
Am 8. Dezember 1868 gründeten Populisten, die mit dem Konservatismus und der Russophilie der intellektuellen Gesellschaft Lwiws unzufrieden waren, die kulturelle Organisation „Proswita“. In ihrer ersten Satzung beschrieb die Proswita sich als Gesellschaft, deren Zweck es war, „die moralische, materielle, und politische Bildung der Menschen zu fördern“ und „alle Früchte der ukrainischen Volksliteratur zu sammeln und zu veröffentlichen.“ Ab 1870 veröffentlichte die Proswita ihre Publikationen auf Ukrainisch und gründete Komitees in Gespanschaften, die sich zu Zweigstellen entwickelten. Mit Hilfe von Regierungszuschüssen veröffentlichte die Proswita zwischen 1871 und 1876 17 Lehrbücher für ukrainische Schulen.
Nachdem die Gesellschaft 1876 die Aufnahmegebühr abschaffte, begann sie, einer größeren Zahl von Menschen zugänglich zu werden. Die Proswita forderte von der Regierung den Bau ukrainischer Schulen und setzte sich für die Gleichberechtigung der ukrainischen Sprache im Bildungssystem ein. Sie veröffentlichte ukrainische Lehrbücher für die Verwendung in Galizien und der Bukowina. Zwischen 1881 und 1885 unterrichteten die Mitglieder der Proswita in 320 Lesesälen in Galizien. Auf Initiative der Proswita wurde unter anderem die auf eine ländliche Zielgruppe ausgerichtete Zeitung Bat’kivshchyna und die populistische politische Organisation Narodna rada gegründet.

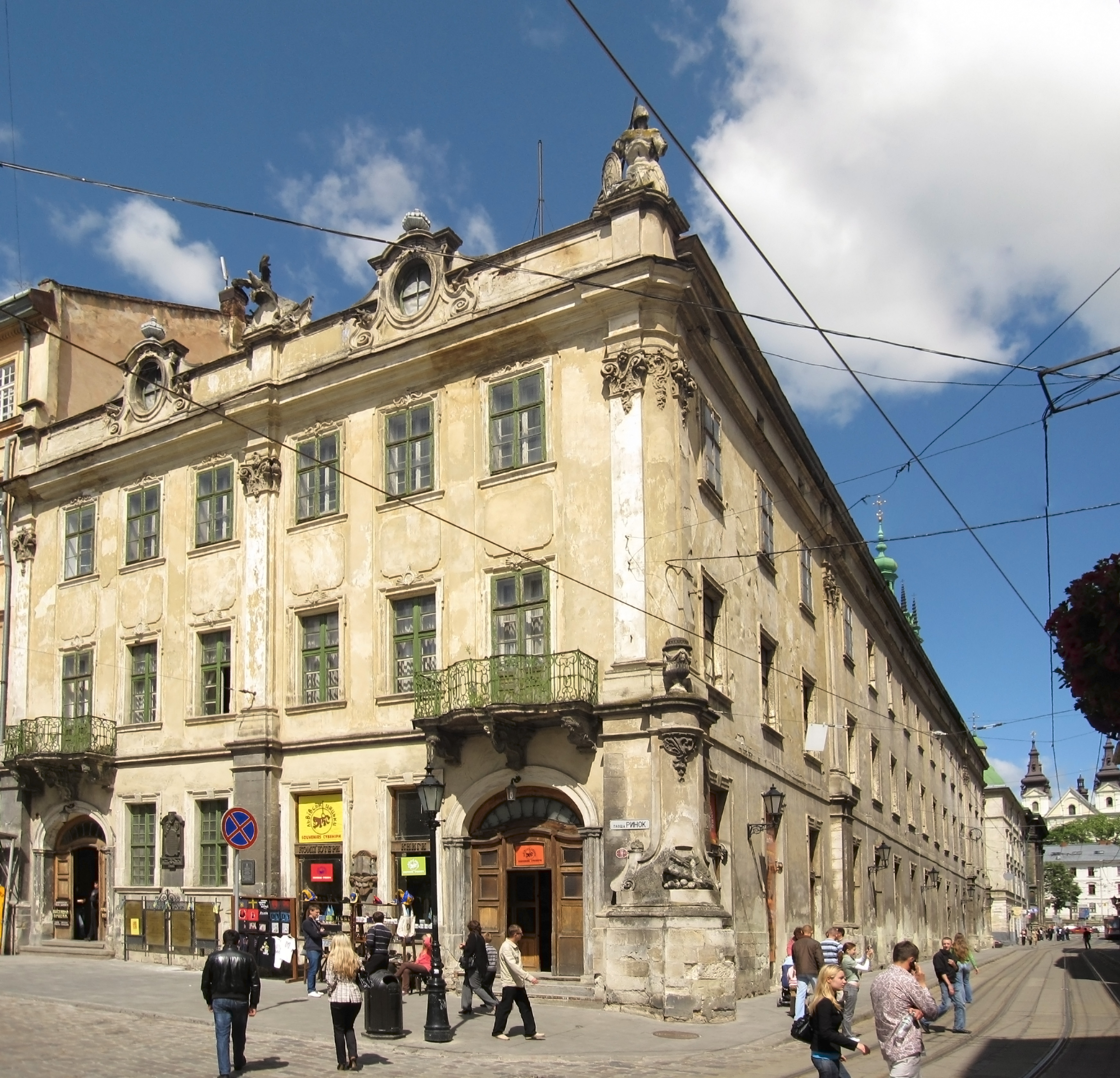
Lubomirski-Palast in Lwiw, ab 1895 Sitz der Proswita

Da immer mehr Bauern der Organisation beitraten, wurde ihre Struktur 1891 in einer neuen Satzung neu ausgelegt. Autonome Lesegesellschaften in ländlichen Gebieten sollten durch die Zweigstellen in den Gespanschaften mit der zentralen Organisation in Lwiw verbunden werden. Die Lesesäle wurden in ein Netzwerk, das ganz Galizien umfasste, eingegliedert. Von 1891 bis 1914 unterrichtete die Proswita in 2944 Lesesälen und hatte 77 Zweigstellen. Im Jahr 1914 war die Proswita in den Lesesälen von 75 % aller Städte und Dörfer Galiziens vertreten und 20 % der ukrainischen Bevölkerung Galiziens gehörten der Organisation an. 1895 erwarb die Proswita den Lubomirski-Palast in Lwiw.
1887 gründeten ukrainische Immigranten in Shenandoah (Pennsylvania) die erste Zweigstelle der Proswita in Nordamerika. Die erste kanadische Zweigstelle wurde 1889 in Winnipeg gegründet. Die erste Zweigstelle Südamerikas wurde 1902 in Curitiba in Brasilien gegründet. Darüber hinaus wurden im Laufe des 20. Jahrhunderts auch Zweigstellen in Argentinien, Paraguay und Uruguay gegründet.
Der Erfolg der Proswita nahm auch auf die Zentral- und Ostukraine Einfluss, die zu dieser Zeit zum Russischen Kaiserreich gehörte. Mehrere dort ansässige prominente Schriftsteller wie Dmytro Doroschenko, Iwan Netschuj-Lewyzkyj und Borys Hrintschenko waren anonyme Mitglieder der Proswita. Sie spendeten heimlich Geld an die Organisation und stellten ihr ihre literarischen Werke für Publikationen zur Verfügung. Die ersten offiziellen Zweigstellen der Proswita in der Zentral- und Ostukraine wurden im Zuge der Russischen Revolution 1905 gegründet. Außerhalb der Ukraine gab es im Kaiserreich auch Zweigstellen in Nowotscherkassk, Baku und Wladiwostok. Insgesamt gab es rund 40 Zweigstellen der Proswita in der Ostukraine. 1914 wurden all diese Zweigstellen jedoch wegen „Förderung von Separatismus“ wieder verboten.

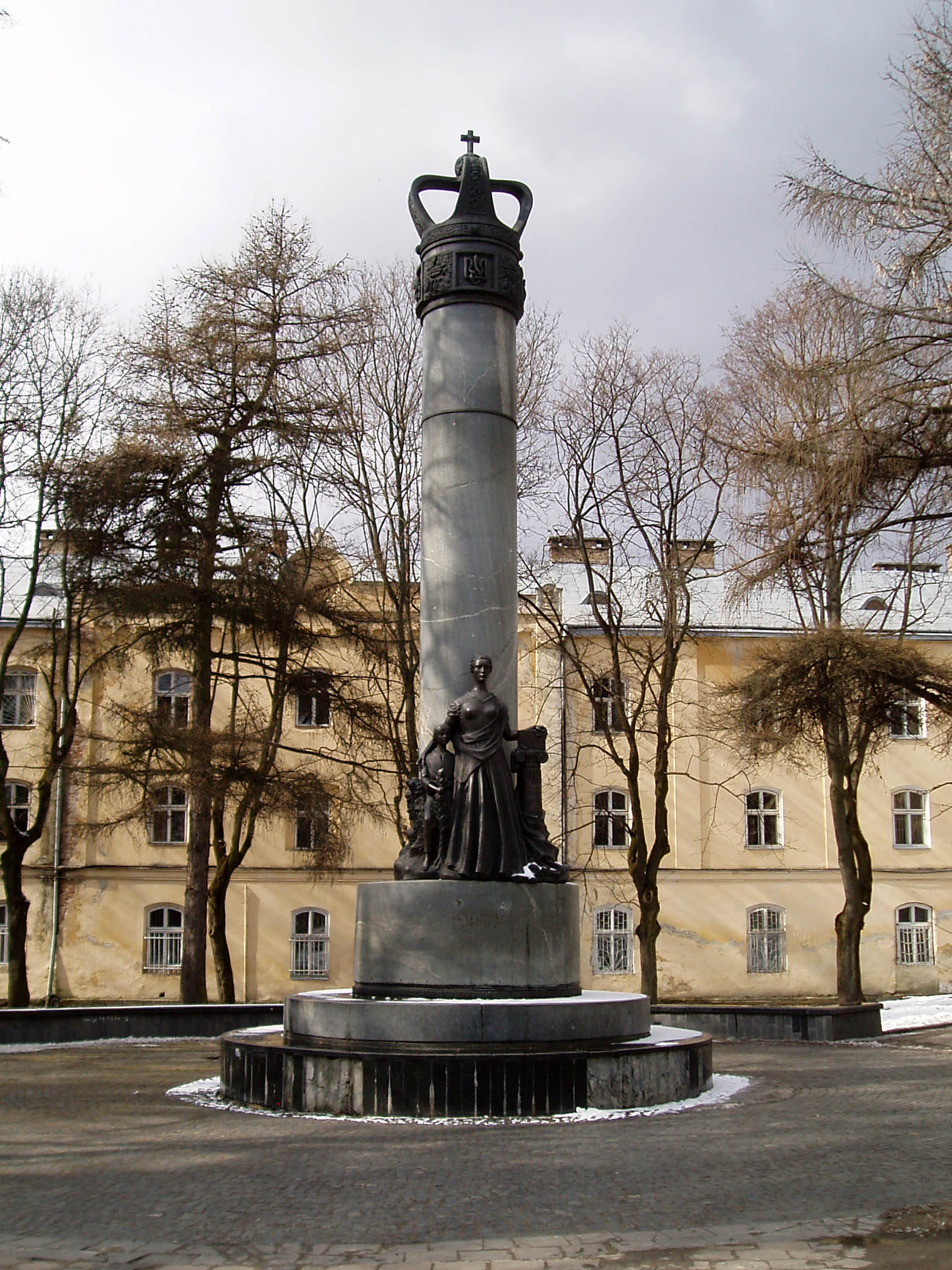
Proswita-Denkmal in Lwiw

Zu dieser Zeit machte die Organisation auch die „Verbesserung des Allgemeinwohls des ukrainischen Volkes“ zu ihrer Aufgabe. Sie beteiligte sich an der Etablierung von Kreditvermittlungen, der Verbesserung landwirtschaftlicher Anbaumethoden und veröffentlichte pflanzenbauwissenschaftliche Literatur. Außerdem unterstützte sie die galizischen landwirtschaftlichen Gauvereine. 1912 verfügte die Proswita über 540 Geschäfte, 339 kleine Kreditvermittlungen und 121 Lagerhäuser. Außerdem gründete sie mehrere Schulen, darunter eine Handelsschule in Lwiw und eine landwirtschaftliche Schule in Myluwannja im heutigen Rajon Tysmenyzja. Darüber hinaus übergab sie Stipendien an Pflanzenbauwissenschafts- und Hauswirtschaftsstudenten. Ihre besten Studenten (40 in der Zeit von 1907 bis 1914) wurden zum Studieren ins Ausland geschickt. In der Zeit von 1868 bis 1918 ließ die Proswita insgesamt 2.941.115 Broschüren zu Themen wie Geschichte, Geografie, Wirtschaft, Handel, Medizin und Religion drucken. In der Zeit von 1904 bis 1914 veröffentlichte die Organisation mehrere Buchreihen ukrainischer Literatur, die mehrere hunderttausendmal gedruckt wurden. Außerdem veröffentlichten die Mitglieder der Proswita ihre Werke auch in kulturellen Magazinen wie Pys’mo z Prosvity und Chytal’nia, zu dessen Redakteuren unter anderem Iwan Franko, Kost Lewyzkyj und Hnat Chotkewytsch zählten. Bis 1914 hatten die Hälfte aller Lesesäle der Proswita ihre eigenen Bibliotheken. 1909 wandelte die Organisation ihre Buchsammlungen in eine öffentliche Leihbücherei um, die im Jahr 1935 16900 Bände enthielt. Die Regierung Galiziens spendete von 1870 bis 1914 insgesamt 363.000 Kronen an die Proswita. Die Regierung Wiens spendete von 1906 bis 1909 insgesamt 42000 Kronen.
Bis 1914 war die Proswita die wichtigste ukrainische Organisation Galiziens. Sie spielte eine zentrale Rolle in der Entwicklung des Nationalbewusstseins der ukrainischen Bevölkerung und beeinflusste somit auch die Wiederherstellung des ukrainischen Staates.

### Niedergang ab dem Ersten Weltkrieg und Auflösung in der Sowjetunion
Die Gebäude und Bibliotheken der Proswita erlitten im Ersten Weltkrieg erheblichen Schaden. Die meisten Lesesäle wurden geschlossen. Bis 1921 verboten die polnischen Behörden deren Wiedereröffnung. Die Geldmittel der Proswita verloren an Wert und staatliche Zuschüsse wurden komplett eingestellt. Nachdem 1924 im polnischen Staat eine neue Verfassung akzeptiert wurde, wurden die Lesesäle der Organisation wieder eröffnet. Die polnischen Behörden hatten jedoch weiterhin Vorbehalte gegen die Proswita. 1936 wurden eine Zweigstelle und 135 Lesesäle geschlossen. Der Organisation wurde verboten, ihre Aktivitäten in die nordwestlichen Regionen Wolhynien und Podlachien auszuweiten. Trotzdem erhöhte sich die Zahl der Lesesäle und Mitglieder der Proswita stetig. Bis 1939 hatte sie 360000 Mitglieder.
Durch die Februarrevolution 1917 erstarkte die Proswita in der Zentral- und Ostukraine wieder. Am 20. September 1917 wurde in Kiew die erste „Allukrainische Proswitakonferenz“ abgehalten, die die Aktivitäten der Zweigstellen zentral koordinieren sollte. Der Einfluss der Organisation reichte zu dieser Zeit bis ins Kuban-Gebiet. Von 1917 bis 1922 waren die Lesesäle der Proswita die Zentren des ukrainischen Nationallebens. Da die sowjetischen Behörden die Zweigstellen der Proswita als Zentren des nationalen ukrainischen Widerstands ansahen, ließ das Zentralkomitee der Kommunistischen Partei der Ukraine im Juli 1920 eine Resolution verabschieden um die Kontrolle über die Organisation zu erlangen und sie in die staatlichen Strukturen einzugliedern. Diese Maßnahme war jedoch erfolglos. Bis 1921 stieg die Zahl der Zweigstellen der Proswita auf 4500 und die Zahl der Mitglieder auf 400.000. Ein Jahr später wurde bei einem Treffen der Gouverneure der Ukraine beschlossen, die Zweigstellen der Proswita zu schließen und ihre Tätigkeiten zu untersagen. Nur noch 573 Zweigstellen blieben erhalten, von denen jede in „sowjetische“ Proswitas umgewandelt wurde. Auch die Zweigstellen in der Russischen SFSR wurden geschlossen.
1921 wurde eine Proswitagesellschaft in Zagreb nach dem Vorbild der Lwiwer Organisation gegründet, die noch Zweigstellen in Belgrad, Bosnien und Slowenien hatte. Diese wurden 1944 durch die neue sowjetische Regierung wieder geschlossen. Im restlichen Europa gründeten galizische Immigranten während der Zwischenkriegszeit weitere Zweigstellen der Proswita in Wien und in Frankreich.
Nachdem das Deutsche Reich Galizien 1941 erobert hatte, erlaubte es unter strenger Überwachung die Wiedereröffnung der Lesesäle.

### Neugründung während des Zerfalls der Sowjetunion
Unter dem Eindruck der Perestroika wurde im Dezember 1988 in Kiew die Neugründung der Proswita geplant. Die neue Organisation verschrieb sich der „Wiederbelebung der ukrainischen Kultur durch Publikationen, Vorlesungen und Bildungsaktivitäten“. Bei einer Generalversammlung im Oktober 1991, kurz vor dem endgültigen Zerfall der Sowjetunion, wurde die Organisation in „Allukrainische Vereinigung Aufklärung“ umbenannt.

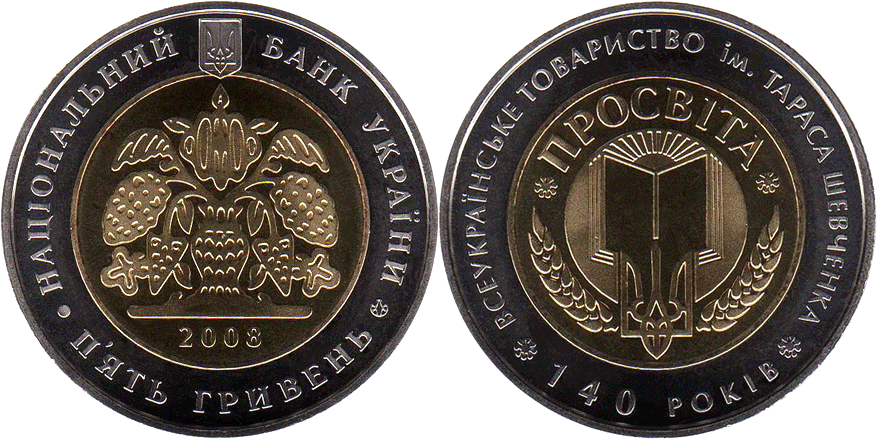
Gedenkmünzen zum 140-jährigen Bestehen der Proswita

Als der für die Zeitung Kiewskije Wedomosti arbeitende Journalist Oles Busyna 2001 negative Artikel über Taras Schewtschenko schrieb, verklagten der ukrainische Schriftstellerverband und die Proswita ihn dafür. Im März 2011 gewann das Gebietsparlament der Oblast Saporischschja eine Gerichtsverhandlung über die Förderung der russischen Sprache. Die dortige Vertretung der Proswita ging dagegen in Berufung ein. Laut dem Leiter der Proswita Pawlo Mowtschan verstieß das Gebietsparlament gegen die Verfassung des Landes, weil es seine amtlichen Sitzungen auf Russisch durchführte.

### Russischer Krieg in der Ostukraine ab 2014
Nach der völkerrechtswidrigen russischen Annexion der Krim im März 2014 wurde die dortige Zweigstelle der Proswita aufgrund des Vorwurfs, eine „separatistische Organisation“ zu sein, verboten. Auch in der Ostukraine wurde die Proswita in den russischen Krieg in der Ostukraine hineingezogen. Am 14. März stürmten prorussische Demonstranten den Sitz der Proswita in Charkiw und wurden anschließend von Unbekannten erschossen. Der Vorsitzende der Proswita in der Oblast Donezk Walerij Sado wurde am 7. Mai in Krasnyj Lyman von maskierten Bewaffneten entführt. Am nächsten Tag fand man seine Leiche. Am 23. Juni wurde der Vorsitzende der Luhansker Proswita Wolodymyr Semystjaga von der Volksmiliz der Volksrepublik Lugansk gefangen genommen.